# 11724 Ronaldhsu
11724 Ronaldhsu è un asteroide della fascia principale. Scoperto nel 1998, presenta un'orbita caratterizzata da un semiasse maggiore pari a 2,2485223 au e da un'eccentricità di 0,0952003, inclinata di 3,26668° rispetto all'eclittica.
L'asteroide è dedicato allo studente statunitense Ronald Hsu.